# فروشگاه پگاسوس
فروشگاه پگاسوس (کره‌ای: 쌉니다 천리마마트) یک مجموعه تلویزیونی کره جنوبی سال ۲۰۱۹ بر پایه وب‌تونی از کیم گیو سام با همین نام با بازی کیم بیونگ-چول و لی دونگ-هوی است. این مجموعه از ۲۰ سپتامبر تا ۶ دسامبر ۲۰۱۹، جمعه‌ها ساعت ۲۳:۰۰ (کی‌اس‌تی) از تی‌وی‌ان برای ۱۲ قسمت پخش شد.

## بازیگران

### اصلی
- کیم بیونگ-چول در نقش جونگ بوک دونگ
- لی دونگ-هوی در نقش مون سوک گو